# Louis Bouilhet
Louis Hyacinthe Bouilhet [ejtsd: bujé] (Cany-Barville, 1822. május 27. – Rouen, 1869. július 18.) francia költő, drámaíró, irodalomkritikus, a roueni könyvtár igazgatója.

## Élete
Mint költő, két költeményével alapította meg hírét, amelyek a Revue de Parisban jelentek meg; ezek egyike; Melaenis, conte romain, a Commodusok korából vett kedves korrajz, a másik a Les fossiles, a vízözön előtti korból vett természetleírások. Egyéb munkái: Poésies, Festons et astragales (1859); Madame de Montarcy, dráma, mely különösen mértékes verselése tetszést aratott, ill. Hélene Peyron (dráma, 1858); La conjuration d'Amboise (dráma, 1866), melyek szintén népszerűnek bizonyultak, míg Dolores és Faustine drámái hatás nélkül maradtak. Költeményei Derniers chansons címmel halála után (1872) jelentek meg (újabb kiadásban 1881-ben).